# 御園 (相模原市)
御園（みその）は、神奈川県相模原市南区の町名。現行行政地名は御園一丁目から御園五丁目。住居表示実施済区域。

## 地理
南区の中央部に位置し、北に東大沼、北東に文京、東に栄町、南東と南に上鶴間、西に双葉と接している。

### 地価
住宅地の地価は、2023年（令和5年）1月1日の公示地価によれば、御園4-6-12の地点で16万6000円/m2となっている。

## 世帯数と人口
2020年（令和2年）10月1日現在（国勢調査）の世帯数と人口（総務省調べ）は以下の通りである。
| 丁目       | 世帯数    | 人口    |
| ---------- | --------- | ------- |
| 御園一丁目 | 659世帯   | 1,573人 |
| 御園二丁目 | 701世帯   | 1,660人 |
| 御園三丁目 | 879世帯   | 2,116人 |
| 御園四丁目 | 431世帯   | 973人   |
| 御園五丁目 | 656世帯   | 1,532人 |
| 計         | 3,326世帯 | 7,854人 |

### 人口の変遷
国勢調査による人口の推移。
| 年                 | 人口  |
| ------------------ | ----- |
| 1995年（平成7年）  | 7,789 |
| 2000年（平成12年） | 7,475 |
| 2005年（平成17年） | 7,540 |
| 2010年（平成22年） | 7,475 |
| 2015年（平成27年） | 7,396 |
| 2020年（令和2年）  | 7,854 |

### 世帯数の変遷
国勢調査による世帯数の推移。
| 年                 | 世帯数 |
| ------------------ | ------ |
| 1995年（平成7年）  | 2,806  |
| 2000年（平成12年） | 2,896  |
| 2005年（平成17年） | 3,029  |
| 2010年（平成22年） | 3,043  |
| 2015年（平成27年） | 3,105  |
| 2020年（令和2年）  | 3,326  |

## 学区
市立小・中学校に通う場合、学区は以下の通りとなる（2023年5月時点）。
| 丁目       | 番・番地等 | 小学校                 | 中学校                 |
| ---------- | ---------- | ---------------------- | ---------------------- |
| 御園一丁目 | 全域       | 相模原市立谷口台小学校 | 相模原市立麻溝台中学校 |
| 御園二丁目 | 全域       | 相模原市立谷口台小学校 | 相模原市立麻溝台中学校 |
| 御園三丁目 | 全域       | 相模原市立双葉小学校   | 相模原市立麻溝台中学校 |
| 御園四丁目 | 全域       | 相模原市立双葉小学校   | 相模原市立麻溝台中学校 |
| 御園五丁目 | 全域       | 相模原市立双葉小学校   | 相模原市立麻溝台中学校 |

- 一丁目、二丁目は指定変更許可区域。

## 事業所
2021年（令和3年）現在の経済センサス調査による事業所数と従業員数は以下の通りである。
| 丁目       | 事業所数  | 従業員数 |
| ---------- | --------- | -------- |
| 御園一丁目 | 20事業所  | 201人    |
| 御園二丁目 | 23事業所  | 113人    |
| 御園三丁目 | 31事業所  | 83人     |
| 御園四丁目 | 17事業所  | 142人    |
| 御園五丁目 | 41事業所  | 226人    |
| 計         | 132事業所 | 765人    |

### 事業者数の変遷
経済センサスによる事業所数の推移。
| 年                 | 事業者数 |
| ------------------ | -------- |
| 2016年（平成28年） | 129      |
| 2021年（令和3年）  | 132      |

### 従業員数の変遷
経済センサスによる従業員数の推移。
| 年                 | 従業員数 |
| ------------------ | -------- |
| 2016年（平成28年） | 737      |
| 2021年（令和3年）  | 765      |

## 施設
- 御園児童館[15]

## その他

### 日本郵便
- 郵便番号 : 252-0317[3]（集配局 : 座間郵便局[16]）。